# Estádio Ricardo Puga
O Estádio Ricardo Puga é um estádio multi-esportivo localizado em General Rodríguez, na província de Buenos Aires, Argentina. A praça esportiva, usada principalmente para o futebol, pertencente ao Atlas, foi inaugurada em 1974 e tem capacidade para cerca de 2.500 torcedores.

## História

### Inauguração
Originalmente o clube mandava suas partidas de futebol no bairro de Colegiales, na Cidade Autônoma de Buenos Aires. A partir de 1970 começou a disputar seus jogos em sua atual cancha em General Rodríguez, após sua habilitação pela Associação do Futebol Argentino (AFA).

### Origem do nome
O nome do estádio é uma homenagem a Ricardo Puga, ex-jogador, dirigente e primeiro presidente da instituição de General Rodríguez.